# المجموعات العرقية في تاريخ الصين

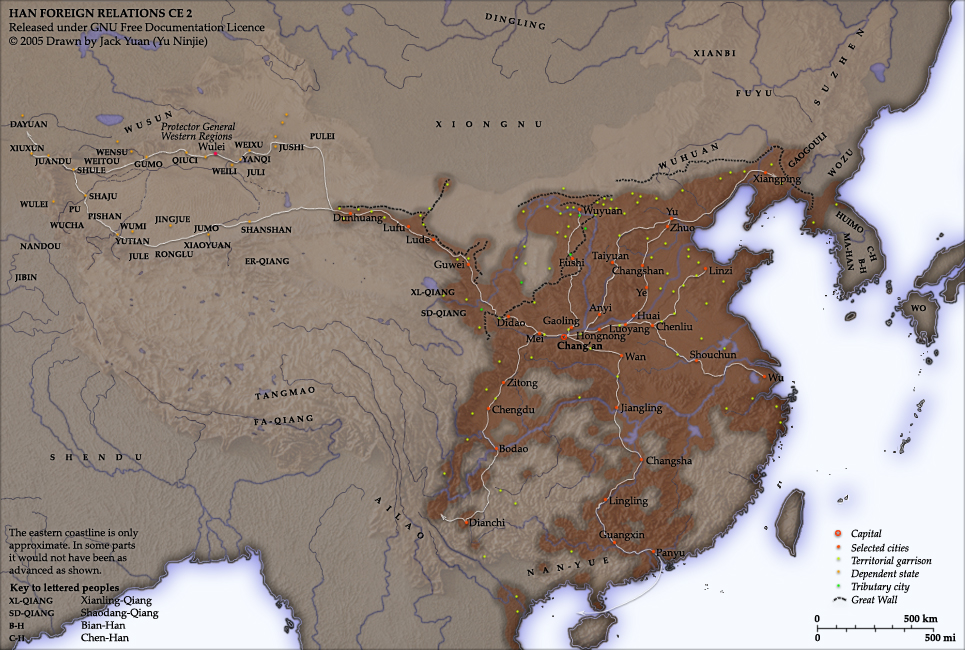
خريطة توضح توزع المجموعات العرقية والمناطق الحدودية خلال عهد أسرة هان الغربية في القرن الأول الميلادي

تشير المجموعات العرقية في التاريخ الصيني إلى العرقيات المختلفة أو المفترضة ذات الأهمية خلال تاريخ الصين، والتي جُمعت من خلال دراسة الأدب الصيني الكلاسيكي والمصادر والنقوش الأدبية الصينية وغير الصينية واللغويات التاريخية والأبحاث الأثرية.
تُعتبر الفترات الزمنية الطويلة نسبيًا إحدى الصعوبات في دراسة المجموعات العرقية في الصين، بالإضافة إلى الحجم الكبير من السجلات الأدبية والتاريخية التي رافقت تاريخ الصين. كانت الإثنوغرافيا (دراسة وصف الأعراق البشرية) الصينية الكلاسيكية (مثل الكثير من الإثنوغرافيا ما قبل الحديثة) مبهمة في كثير من الأحيان، ما جعل من غير الواضح ما إذا كانت الأسماء المرسومة بالصين تشير إلى مجموعة عرقية حقيقية أو كيان سياسي متعدد الأعراق. حتى في ذلك الوقت، اختيرت الأسماء العرقية في بعض الأحيان حسب الموقع الجغرافي أو الميزات المحيطة، بدلًا من أي سمات للأشخاص أنفسهم، وغالبًا ما كانت لا تميز كثيرًا بين من يعتبرهم المؤلفون الصينيون الهانيون صينيين وغير صينيين بسبب الاختلافات في نمط الحياة أو اللغة أو الحكم. استُخدمت العديد من الأسماء العرقية تاريخيًا بطريقة تدعو إلى المقارنة مع كلمة بربري.

## الأسماء في الإنجليزية
يمكن ترجمة التسميات الأجنبية الصينية لمختلف المجموعات العرقية في التاريخ الصيني إلى اللغة الإنجليزية إما عن طريق الكتابة الصوتية أو الترجمة؛ مثلًا، Dí 狄 تتم ترجمتها إلى Di (أو Ti) أو تُترجم إلى «البرابرة الشماليين». في بعض الحالات، يفضل المؤلفون ترجمة الأسماء الأجنبية المحددة حرفيًا كأسماء ملائمة، وفي حالات أخرى، يفضلون ترجمة الأسماء العامة إلى «برابرة» في الإنجليزية (مثلًا، «البرابرة الأربعة»). يشرح عالم الصينيات الأمريكي مارك إس. أبرامسون لماذا تعتبر كلمة «بربري» هي الترجمة المناسبة لمصطلحات عامة مثل fan 番 وhu 胡، ولكنها ليست لمصطلحات محددة مثل fancai 番菜 «الطعام الأجنبي».
ترجمات مثل «أجنبي» و«غريب»، على الرغم من أنها تتمتع ببيئة من الحياد العلمي، فهي غير مناسبة كترجمة عامة لأنها تشير في المقام الأول إلى الغربة الجغرافية والسياسية، ما يعني ضمنًا أن الأفراد والجماعات المعينة على هذا النحو كانوا من خارج إمبراطورية تانغ وغير مؤهلين للانخراط فيها. لم يكن هذا هو الحال في كثير من الأحيان مع العديد من استخدامات مصطلح fan والمصطلحات ذات الصلة - الأكثر شيوعًا من بينها هو مصطلح "hu" (غالبًا ما يستخدم في أسرة تانغ للإشارة إلى آسيا الوسطى) وأربعة أسماء عرقية من العصور القديمة العظيمة والتي كانت تُستخدم من قبل أسرة تانغ في الغالب بشكل عام مع دلالات جغرافية ضمنية: yi (شرق) و man (جنوب) و rong (غرب) وdi (شمال) - والتي تشير إلى حد كبير إلى المجموعات الثقافية والعرقية الأخرى ولكنها لم تستبعد الأشخاص أو المجموعات المحددة من العضوية في الإمبراطورية. على الرغم من أن مصطلح البربري قد خضع للعديد من التحولات من أصوله اليونانية إلى استخدامه الحالي باللغة الإنجليزية، فليست جميعها ذات صلة بمصطلح تانغ (مثل استخدامه في أوروبا في العصور الوسطى للدلالة على الاختلاف الديني، للإشارة إلى غير المسيحيين من مختلف العرقيات والجغرافية والثقافات والانتماءات السياسية)، لكن ارتباط المصطلح الثابت بالدونية والافتقار إلى الحضارة والطابع الخارجي بالمعنى الأوسع، غالبًا ما يجعله الخيار الأنسب، بما في ذلك في بعض الحالات عند استخدامه من قِبل غير الهان للإشارة إلى أنفسهم أو الآخرين. مع ذلك، فإن دلالة المصطلح التحقيرية تجعله غير مناسبًا كترجمة عامة. لذلك قررت عدم ترجمة هذه المصطلحات عند الإشارة إلى مجموعات أو أفراد أو ظواهر معينة ولا يشير إلى مجموعة عرقية أو لغة أو مكان جغرافي أو مجمع ثقافي محدد.